# Tassadia trailiana
Tassadia trailiana là một loài thực vật có hoa trong họ La bố ma. Loài này được (Benth.) Fontella miêu tả khoa học đầu tiên năm 1977.